# ألفونسو راتليف
ألفونسو راتليف (بالإنجليزية: Alfonso Ratliff)‏ مواليد 18 فبراير 1956 في مسيسيبي، الولايات المتحدة، هو ملاكم محترف أمريكي معتزل كان يصنف ضمن فئة الوزن الثقيل. حقق بطولة المجلس العالمي للملاكمة.

## مهنة الملاكمة الاحترافية
أصبح راتليف محترفاً في عام 1980 وفاز بلقب مجلس الملاكمة العالمي للملاكمة ولقب وزن الطراد الخطي بفوزه بقرار على كارلوس دي ليون في عام 1985. وخسر الحزام في أول دفاع له أمام برنارد بينتون بقرار في العام نفسه. في سبتمبر 1986، أوقف مايك تايسون راتليف في الجولة الثانية من نزاله التالي ليصبح أصغر بطل عالمي للوزن الثقيل على الإطلاق. اعتزل راتليف في عام 1989 بعد خسارته أمام لي روي مورفي بضربات التوكسيدو القاضية.

## المسيرة الاحترافية
من نزالاته:
- خسر أمام غاري ميسون بالضربة الفنية القاضية (1988/02/03).
- خسر أمام ماغني هافنا (1988/01/15).
- انتصر على هنري سيمز بالضربة الفنية القاضية (1987/08/11).
- خسر أمام مايك تايسون بالضربة الفنية القاضية (1986/09/06).
- انتصر على كارلوس دي ليون (1985/06/06).
- خسر أمام بينكلون توماس بالضربة الفنية القاضية (1983/03/26).
- خسر أمام تيم ويذرسبون بالضربة الفنية القاضية (1981/12/05).

## إحصائيات
خاض خلال مسيرته 34 نزالا، فاز في 25 وخسر في 9. فاز بالضربة القاضية في 18 نزالا.

## روابط خارجية
- ألفونسو راتليف على موقع بوكس ريك (الإنجليزية) (registration required)